# Thrypticomyia spathulata
Thrypticomyia spathulata là một loài ruồi trong họ Limoniidae. Chúng phân bố ở miền Australasia.